# Sanjiang
Sanjiang léase San-Chiáng (en chino:三江侗族自治县, pinyin:Sānjiāng Dòngzú Zìzhì Xiàn) es un condado autónomo bajo la administración directa de la ciudad-prefectura de Liuzhou en la región autónoma Zhuang de Guangxi, República Popular China. Se ubica a 150 metros sobre el nivel del mar en las orillas del Río Perla. Su área es de 2454 km² y su población es de 350 000 (2010).

## Administración
El condado de Sanjiang se divide en 3 poblados y 9 villas.
- Poblados: Gǔ yi, dān zhōu y dòu jiāng
- Villas: Línxī, zhōu píng, gāo jī yáozú, hépíng, lǎo bǎo, chéng cūn, méilín, fù lù miáozú y yáng xī xiāng

## Geografía
La ciudad toma su nombre debido a la posición geográfica y es llamada los tres ríos (三江) que la rodean, todos tributarios del Río Perla, más el nombre de la principal etnia, la Dong.

### Clima
| Parámetros climáticos promedio de Sanjiang | Parámetros climáticos promedio de Sanjiang | Parámetros climáticos promedio de Sanjiang | Parámetros climáticos promedio de Sanjiang | Parámetros climáticos promedio de Sanjiang | Parámetros climáticos promedio de Sanjiang | Parámetros climáticos promedio de Sanjiang | Parámetros climáticos promedio de Sanjiang | Parámetros climáticos promedio de Sanjiang | Parámetros climáticos promedio de Sanjiang | Parámetros climáticos promedio de Sanjiang | Parámetros climáticos promedio de Sanjiang | Parámetros climáticos promedio de Sanjiang | Parámetros climáticos promedio de Sanjiang |
| Mes                                        | Ene.                                       | Feb.                                       | Mar.                                       | Abr.                                       | May.                                       | Jun.                                       | Jul.                                       | Ago.                                       | Sep.                                       | Oct.                                       | Nov.                                       | Dic.                                       | Anual                                      |
| ------------------------------------------ | ------------------------------------------ | ------------------------------------------ | ------------------------------------------ | ------------------------------------------ | ------------------------------------------ | ------------------------------------------ | ------------------------------------------ | ------------------------------------------ | ------------------------------------------ | ------------------------------------------ | ------------------------------------------ | ------------------------------------------ | ------------------------------------------ |
| Temp. máx. media (°C)                      | 13.9                                       | 15                                         | 18.3                                       | 24.4                                       | 28.9                                       | 31.7                                       | 33.3                                       | 33.3                                       | 31.7                                       | 27.8                                       | 22.8                                       | 17.8                                       | 24.9                                       |
| Temp. mín. media (°C)                      | 8.3                                        | 9.4                                        | 12.8                                       | 18.3                                       | 21.7                                       | 24.4                                       | 25.6                                       | 23.3                                       | 7.8                                        | 19.4                                       | 14.4                                       | 10                                         | 16.3                                       |
| Precipitación total (mm)                   | 41.3                                       | 39.3                                       | 78.4                                       | 98.9                                       | 176.4                                      | 212.2                                      | 144.5                                      | 120.4                                      | 3.6                                        | 47.8                                       | 30.4                                       | 30.4                                       | 1023.6                                     |
| Fuente: MSN Weather                        |                                            |                                            |                                            |                                            |                                            |                                            |                                            |                                            |                                            |                                            |                                            |                                            |                                            |